# 利雅卡特·阿里·汗
利雅卡特·阿里·汗（英語：Liaquat Ali Khan，1895年10月1日—1951年10月16日），简称利雅卡特，巴基斯坦的政治家、律师和政治理论家，开国元勋之一。印度首任财政部长和联邦与克什米尔事务部长，1947年巴基斯坦独立后任首任总理兼国防、外交部长。1951年遇刺身亡。
利雅卡特出生于东旁遮普的卡尔纳尔，就读于印度的阿里格尔穆斯林大学，后留学英国的牛津大学。
他是英属印度议会中的一个伊斯兰民主政治理论家，被邀加入国大党后，他与穆罕默德·阿里·真纳一起领导穆斯林联盟，参与印度和巴基斯坦的独立运动。1946年印巴分治前担任印度过渡政府的首任财政部长，协助真纳创建一个穆斯林国家。1947年8月14日，巴基斯坦宣告独立，他出任首任总理。
虽然巴基斯有的外交政策是不结盟运动的一部分，但利雅卡特政府仍倾向于美国和西方国家。面临国内政治动荡，他的政府在左翼分子和策划政变的共产党艰难维持。尽管如此，真纳去世后他的影响力进一步增长。1951年他在拉瓦尔品第参加一个政治集会时，被刺客赛义德·阿克巴尔·巴布拉克刺杀而亡。
他是巴基斯坦任期最长的总理，为1524天，这个纪录至今已保持了63年。

## 首届内阁成员
| 阿里·汗内阁          | 阿里·汗内阁                        | 阿里·汗内阁         |
| -------------------- | ---------------------------------- | ------------------- |
| 部门                 | 部长姓名                           | 任期                |
|                      |                                    |                     |
| 总理                 | 利雅卡特·阿里·汗                   | 1947–1951           |
| 总督                 | 穆罕默德·阿里·真纳 卡瓦贾·纳兹穆丁 | 1947–1948 1948-1951 |
|                      |                                    |                     |
| 外交部               | 扎法鲁拉·汗爵士                    | 1947–1954           |
| 国库、经济部         | 马立克·吴拉姆                      | 1947–1954           |
| 法律、司法、劳工部   | 乔根德拉·纳特·曼达尔               | 1947–1951           |
| 内政部               | 法兹鲁尔·雷赫曼 卡瓦贾·沙哈布丁    | 1947-1948 1948-1951 |
| 国防部               | 伊斯坎德尔·米尔扎                  | 1947–1954           |
| 科学顾问部           | 萨利穆扎曼·西迪基                  | 1951–1959           |
| 教育、卫生部         | 法扎勒·伊拉希·乔杜里               | 1947–1956           |
| 财政、统计部         | 维克托·特纳                        | 1947–1951           |
| 少数民族、妇女事务部 | 谢拉·伊琳·潘特                     | 1947–1951           |
| 交通部               | 阿卜杜尔·拉卜·尼什塔尔             | 1947–1951           |

## 延伸阅读
- Suleri, Ziauddin Ahmad. . Karachi: Royal Book Co (1990). 1990. ISBN 978-969-407-112-1.
- Kazmi, Muhammad Raza. . Karachi: Oxford University Press. 2003. ISBN 978-0-19-579788-6.
- Kazmi, Muhammad Raza. . Lahore: Pakistan Study Centre. 1997. ASIN B0006FBFSA.
- Wolpert, Stanley. . United Kingdom: Oxford University Press. 2005. ISBN 978-0-19-597709-7.
- Kapur, Ashoke. . United States: Oxford University Press. 1991. ISBN 0-203-19287-7.
- Ekbal, Nikhat. . New Delhi, India: Kapzal Publications India. 2009. ISBN 978-81-7835-756-0.
- Hay, Stephen. . United States: Columbia University Press. 1988. ISBN 0-231-06415-2.
- Jone, Owen Bennett. . Yale University, U.S.: Yale University Press. 2002. ISBN 978-0-300-09760-3.